# Thomas Chabrol
Pour les articles homonymes, voir Chabrol.
Thomas Chabrol est un acteur et réalisateur français, né le 24 avril 1963 à Paris 8e.

## Biographie
Thomas Chabrol est le fils de l'actrice Stéphane Audran et du réalisateur Claude Chabrol. Il est le demi-frère du compositeur Matthieu Chabrol, et le petit-fils d’Yves Chabrol, pharmacien, résistant, cofondateur du réseau CDLL (1940-1944).

## Filmographie

### Cinéma

#### Longs métrages
- 1976 : Alice ou la Dernière Fugue de Claude Chabrol
- 1979 : Les Turlupins de Bernard Revon
- 1988 : Une affaire de femmes de Claude Chabrol
- 1988 : Un été d’orages de Charlotte Brandström
- 1989 : Jours tranquilles à Clichy de Claude Chabrol
- 1990 : Madame Bovary de Claude Chabrol
- 1992 : Betty de Claude Chabrol
- 1994 : L'Enfer de Claude Chabrol
- 1994 : Au petit Marguery de Laurent Bénégui
- 1996 : Mauvais Genre de Laurent Bénégui
- 1996 : Rien ne va plus de Claude Chabrol
- 1998 : Au cœur du mensonge de Claude Chabrol
- 1998 : Nos vies heureuses de Jacques Maillot
- 1998 : Le Bleu des villes de Stéphane Brizé
- 2000 : Barnie et ses petites contrariétés de Bruno Chiche
- 2001 : Grégoire Moulin contre l'humanité de Artus de Penguern
- 2002 : Le Nouveau Jean-Claude de Didier Tronchet
- 2002 : La Fleur du mal de Claude Chabrol
- 2002 : Elle est des nôtres de Siegrid Alnoy
- 2003 : La Demoiselle d'honneur de Claude Chabrol
- 2005 : L'Oncle de Russie  de Francis Girod
- 2005 : L'Ivresse du pouvoir de Claude Chabrol
- 2005 : La Boîte noire de Richard Berry
- 2006 : Qui m'aime me suive de Benoît Cohen
- 2006 : Hell de Bruno Chiche
- 2007 : La Fille coupée en deux de Claude Chabrol
- 2009 : Bellamy de Claude Chabrol
- 2011 : J'aime regarder les filles de Frédéric Louf :
- 2012 : Les Saveurs du palais de Christian Vincent
- 2013 : Quai d'Orsay de Bertrand Tavernier
- 2014 : Lili Rose de Bruno Ballouard
- 2015 : Le Grand jeu de Nicolas Pariser
- 2018 : Je ne rêve que de vous de Laurent Heynemann
- 2019 : Alice et le Maire de Nicolas Pariser
- 2020 : Vers la bataille d'Aurélien Vernhes-Lermusiaux
- 2022 : Le Parfum vert de Nicolas Pariser
- 2022 : La Page blanche de Murielle Magellan
- 2023 : L'Homme debout de Florence Vignon

#### Courts métrages
- 1974 : La Bonne Nouvelle de André Weinfeld
- 1994 : Se pendre à son cou ! de Jean-Luc Gaget
- 1995 : Ada sait pas dire non de Luc Pagès
- 1996 : Rien que des grandes personnes de Jean-Marc Brondolo
- 1996 : L'Œil qui traîne de Stéphane Brizé
- 1996 : Après le bip de Jean-Luc Gaget (voix)
- 1996 : Liberté chérie de Jean-Luc Gaget
- 1996 : Il y a des journées qui mériteraient qu'on leur casse la gueule d'Alain Beigel
- 1998 : Singerie de Claire Aziza
- 1998 : L'assurance est un plat qui se mange froid de Daniel Jenny
- 1999 : Le Gang des TV de Artus de Penguern
- 1999 : Terrain de chasse de Clélia Ventura  (prix Spécial du jury Venise 2000)
- 2001 : Les Petits Oiseaux de Fred Louf : Roch, le père
- 2002 : Lise attend de Angéla Romboni
- 2004 : L'Œil dans l'ascenseur d'Éric Ducher
- 2004 : Les Couilles de mon chat de Didier Bénureau
- 2006 : La Parure : de Claude Chabrol
- 2007 : Décroche de Manuel Shapira (Ours d'argent Berlin 2007)
- 2009 : Les Bassins De Vie de Steed Cavalieri
- 2010 : Les Paysages Du Crime de Xavier Pestuggia
- 2010 : La République de Nicolas Pariser (prix Jean-Vigo 2010)
- 2011 : L'Impresario de Serge Bozon
- 2012 : L'Autre Sang de François Tchernia et François Vacarisas
- 2021 : D... is Dead de Bruno Ballouard

### Télévision
- 1975 : Omnibus : Getting Away With Murder d'Alan Yentob
- 1988 : La Garçonne, téléfilm  d'Étienne Périer
- 1988 : Les Dossiers secrets de l'inspecteur Lavardin : téléfilm L'Escargot noir de Claude Chabrol
- 1989 : Les Dossiers secrets de l'inspecteur Lavardin : téléfilm Maux croisés de Claude Chabrol
- 1989 : V comme vengeance : Au bonheur des autres de Charles Bitsch (série)
- 1990 : La Milliardaire, de Jacques Ertaud (série télévisée)
- 1991 : Internement arbitraire  de Bernard Choquet
- 1991 : L'Étalon noir (The Black Stallion) : Diamonds de Nicholas Kendall
- 1992 : Catherine Courage, téléfilm  de Jacques Ertaud
- 1992 : Que le jour aille au Diable d'Alain Wermus
- 1992 : L'Évanouie, téléfilm de Jacqueline Veuve
- 1993 : Poulet au gratin d'Étienne Dhaene
- 1994 : Un jour avant l'aube, téléfilm de Jacques Ertaud
- 1995 : Les Alsaciens ou les Deux Mathilde, téléfilm  de Michel Favart
- 1995 : Tendre Piège de Serge Moati
- 1996 : Les Faux Médicaments : Pilules mortelles d'Alain-Michel Blanc
- 1996 : Cubic  de Thomas Chabrol
- 1996 : Ni Vue, Ni Connue, téléfilm  de Pierre Lary
- 1997 : Un printemps de chien, téléfilm d'Alain Tasma
- 1997 : Le Temps d'un éclair, téléfilm de Marco Pauly
- 1997 : Divorce sans merci, téléfilm  de Thomas Vincent :
- 1998 : En quête d'identité, téléfilm d'Éric Woreth
- 1998 : Anne LeGuen - épisode : Le Mystère de la crypte de Alain Wermus
- 1998 : La Caracole, téléfilm de Marco Pauly
- 1998 : Julie Lescaut - épisode : Mortelle Compassion de Pascale Dallet
- 1999 : Le Bahut - épisode : Une fille rebelle de Arnaud Sélignac
- 1999 : Le Gang des TV de Artus de Penguern
- 2000 : Le juge est une femme - épisode : Bon pour accord de Pierre Boutron
- 2000 : H - épisode : Une histoire de ski de Marco Pauly
- 2000 : Un homme en colère - épisode : 'Une mort si douce de Marc Angelo
- 2000 : Julie Lescaut, épisode 8 saison 9, Soupçon d'euthanasie de Pascale Dallet
- 2001 : Nestor Burma : Concurrence déloyale de Jacob Berger
- 2002 : La Crim' (série télévisée)
  -  Contre-temps de Denis Amar - (saison 5.1)
  - Le cadavre introuvable de Denis Amar - (saison 5.3)
  - Magie noire de Jean-Pierre Prévost - (saison 6.1)
  - Meurtre dans un jardin français de Jean-Pierre Prévost - (saison 6.3)
  - Hammam  de Jean-Pierre Prévost - (saison 6.5)
- 2003 : Avocats et Associés : Double Jeu de Philippe Triboit
- 2003 : La Crim' (série télévisée)  : Bruno Salinas
  - L'affaire Scandella de Jean-Pierre Prévost - (saison 7.1)
  - Camille de Jean-Pierre Prévost - (saison 7.3)
  - Le syndrome de Korsakov de Jean-Pierre Prévost - (saison 7.4)
  - Dies irae de Jean-Pierre Prévost - (saison 7.5)
  - Jeu d'enfant de Jean-Pierre Prévost - (saison 7.6)
  - Mort d'un héros de Laurent Lévy - (saison 8.1)
  - L'âme du violon de Laurent Lévy - (saison 8.2)
  - Hache de guerre de Dominique Guillo - (saison 8.4)
- 2004 : Sex and the City - épisode : An American Girl in Paris: 1re partie  de Tim Van Patten- (Saison 6-Ep.19)
- 2004 : Alex Santana, négociateur - épisode : L'Affaire Bordier de Denis Amar - Philippe Bordier
- 2004 : Spécial Ça Cartoon : Le Nobel du cartoon de Stéphane Kopiesky
- 2004 : La Crim' (série télévisée) 
  - Sans concession de Dominique Guillo - (saison 9.3)
  - Jugement dernier  de Dominique Guillo - (saison 9.4)
  - Enfance volée de Dominique Guillo - (saison 9.5)
  - Meurtre sous influence de Dominique Guillo - (saison 9.6)
  - M.E. de Vincent Monnet - (saison 10.1)
  - Confusion des genres de Vincent Monnet - (saison 10.4)
  - La part du diable de Vincent Monnet - (saison 10.5)
  - Dérapages  de Vincent Monnet - (saison 10.6)
- 2005 : On ne prête qu'aux riches, téléfilm  d'Arnaud Sélignac : Lambrecht
- 2005 : Jeff et Léo, flics et jumeaux- épisode #2.2 : Il faut sauver Alice d'Olivier Guignard
- 2005 : La Crim' (série télévisée)
  - Condamné à vie de Denis Amar - (saison 11.1)
  - L'intoxe de Denis Amar - (saison 11.2)
  - Taxi de nuit de Denis Amar - (saison 11.3)
  - Enquête d'amour de Denis Amar - (saison 11.4)
  - Camarade P 38  de Denis Amar - (saison 11.5)
  - Le jour des morts de Denis Amar - (saison 11.6)
  - Au nom du père de Jean-Pierre Prévost - (saison 12.2)
  - Le Four de François Luciani - (saison 12.4)
  - Crime de sang de François Luciani - (saison 12.6)
- 2006 : La Crim'  (série télévisée)
  - Le goût du crime de Éric Woreth - (saison 13.2)
  - Duel   de Éric Woreth - (saison 13.4)
  - N.I. de Éric Woreth - (saison 13.5)
  - Noces rouges de Éric Woreth - (saison 13.6)
- 2006 : Chez Maupassant - téléfilm : La parure de Claude Chabrol -
- 2006 : Un juge sous influence de Jean Marbœuf
- 2006 : Nos enfants chéris (saison 1) de Benoît Cohen
- 2007 : Ondes de choc - épisode : François de Laurent Carcélès (mini-série)
- 2008 : Un admirateur secret, téléfilm de Christian Bonnet -
- 2008 : Boulevard du Palais - épisode : Angélique de Christian Bonnet
- 2008 : Nos enfants chéris (saison 2) de Benoît Cohen
- 2009 : Contes et nouvelles du XIXe siècle : Claude Gueux de Olivier Schatzky
- 2009 : De sang et d'encre, téléfilm de Charlotte Brändström
- 2009 : Douce France, téléfilm de Stéphane Giusti
- 2009 : Section de recherches : Millésime Meurtrier de Denis Amar
- 2010 : La Loi selon Bartoli, 3 téléfilms de Laurence Katrian
- 2010 : La Maison des Rocheville - mini-série  de Jacques Otmezguine - 
  - La maison en héritage (épisode #1.5)
  - La maison des tourments (épisode #1.2)
  - La maison qui nous parle (épisode #1.1)
- 2010 : Vital Désir, téléfilm de Jérôme Boivin -
- 2010 : Chez Maupassant - téléfilm : Le Cas de madame Luneau de Philippe Bérenger
- 2011 : Bienvenue à Bouchon, téléfilm de Luc Béraud
- 2011 : Mission sacrée, téléfilm de Daniel Vigne
- 2012 : Le Grand Georges, téléfilm de François Marthouret
- 2013 : Nicolas Le Floch  de Philippe Bérenger
  - épisode #5.2 : Le Sang  des farines
  - épisode #5.1 : Le Crime De La Rue St Florentin'
- 2013 : La Croisière - saison 1-ép.3 La Guerre des classes de Pascal Lahmani
- 2013 : Les affaires sont les affaires, téléfilm de Philippe Bérenger
- 2014 : Méfions-nous des honnêtes gens de Gérard Jourd'hui
- 2015 : Nicolas Le Floch  de Philippe Bérenger (épisode #6.2 : Le Noyé du Grand Canal)
- 2017 : Sigmaringen, le dernier refuge de Serge Moati
- 2019 : États d'urgence de Vincent Lannoo
- 2023 : L'Enchanteur de Philippe Lefebvre
- 2024 : Made in France de Mathilde Vallet

### Dessins animés
- 2005 : Gift, de Frédéric Louf : voix
- 2006 : Potlach, de Stéphane Bernasconi : voix
- 2017 : Pandas Dans La Brume, Saison 1 de Thierry Garance, d'après la BD de Tignous : voix
- 2018 : Pandas Dans La Brume, Saison 2 de Thierry Garance, d'après la BD de Tignous : voix
- 2021 : Pandas Dans La Brume, Saison 3 de Thierry Garance, d'après la BD de Tignous : voix[réf. nécessaire]

## Théâtre
- 1989 : La nuit est un diable d'après Prosper Mérimée, mise en scène Pascale Liévyn
- 1991 : Arlequin valet de deux maîtres de Carlo Goldoni, mise en scène Michel Galabru
- 2005 : Meurtre de Hanokh Levin, mise en scène Clément Poirée, Théâtre de la Tempête
- 2008 : Le Plan B de Alexander Payne, mise en scène Michel Fagadau, Studio des Champs-Élysées
- 2013 : Le Voyageur sans bagage de Jean Anouilh, mise en scène Alain Fromager et Gwendoline Hamon
- 2016 : Donne Le LA de Thomas Chabrol d'après Robert Benchley , piano Matthieu Chabrol, Théatre Montmartre-Galabru
- 2017-2018 : Vénus Et Adam d'Alain Foix, mise en scène Alain Foix, création CDN Antilles, SDN Cergy-Pontoise